# Marcin Skwierawski
Marcin Karol Skwierawski (ur. 25 listopada 1980 w Kościerzynie) – polski samorządowiec i urzędnik, w latach 2014–2024 wiceprezydent Sopotu, od 2024 wicemarszałek województwa pomorskiego.

## Życiorys

### Wykształcenie i praca zawodowa
Pochodzi z Kaszub, w wieku 11 lat przeprowadził się do Trójmiasta. Absolwent zarządzania i socjologii na Uniwersytecie Gdańskim. Podczas studiów kierował samorządem studenckim oraz był stypendystą rektora UG i marszałka pomorskiego. Współpracował z Pracownią Badań Społecznych Uniwersytetu Gdańskiego, pracował też fizycznie w Stanach Zjednoczonych. Przez rok zatrudniony w Urzędzie Marszałkowskim Województwa Pomorskiego, następnie do 2014 w Urzędzie Miasta Sopotu, gdzie rozpoczynał pracę od stanowiska podinspektora. Był również pełnomocnikiem spółki Aqua Sopot.

### Działalność polityczna
Zaangażował się w działalność polityczną w ramach Platformy Obywatelskiej, pełni w niej funkcję wiceprzewodniczącego regionu pomorskiego, a także przewodniczącego tej partii w Sopocie.
W 2006 i 2010 uzyskiwał mandat radnego Gdańska, a w 2014 i 2018 – radnego Sopotu, którego faktycznie jednak nie obejmował. W latach 2014–2024 przez dwie kadencje pełnił funkcję wiceprezydenta Sopotu, odpowiedzialnego m.in. za rozwój miasta, fundusze unijne, gospodarkę komunalną, mieszkalnictwo, ochronę środowiska, inwestycje, ochronę zabytków oraz architekturę i urbanistykę. W 2024 uzyskał mandat radnego sejmiku pomorskiego. 24 czerwca tego samego roku został wicemarszałkiem województwa pomorskiego, odpowiedzialnym m.in. za fundusze unijne, cyfryzację i programy regionalne.

### Odznaczenia
W 2015 został odznaczony Brązowym Krzyżem Zasługi.

### Życie prywatne
Żonaty z Luizą, ma dwie córki.